# Lista okrętów United States Navy, I
W tej sekcji listy okrętów United States Navy wymienione są nazwy wszystkich okrętów United States Navy, których nazwa zaczyna się od I.
Aby zobaczyć wyłącznie listę okrętów obecnie pozostających w służbie — patrz Lista obecnie służących okrętów United States Navy
W przypadku okrętów, których nazwa została użyta jednokrotnie, link USS "Nazwa_okrętu" kieruje do artykułu o konkretnym okręcie. Jeżeli nazwy użyto kilkakrotnie, link USS "Nazwa_okrętu" kieruje do strony ujednoznaczniającej z krótkimi opisami poszczególnych okrętów, natomiast linki następujące po nazwie kierują do tych okrętów bezpośrednio.

## I
- USS "I. J. Merritt" ()
- USS "Ibex" (, )
- USS "Ibis" (SP-3051, AM-134)
- USS "Ice Boat" ()
- USS "Ice King" (SP-3160)
- USS "Icefish" (SS-367)
- USS "Ida" ()
- USS "Idaho" (1864, BB-24, SP-545, BB-42)
- USS "Idalis" (SP-270)
- USS "Ideal" (AMc-85)
- USS "Idealia" ()
- USS "Idylease" ()
- USS "Illinois" (1864, BB-7, AM-71, BB-65)
- USS "Illusive" (AM-243, AM-448/MSO-448)
- USS "Imbue" (AM-244)
- USS "Impeccable" (AGOS-23, AM-320/MSF-320)
- USS "Imperator" (ID-4080)
- USS "Impervious" (AM-245, AM-449/MSO-449)
- USS "Impetuous" (PC-454/PYc-46)
- USS "Implicit" (AM-246, AM-455/MSO-455)
- USS "Improve" (AM-247)
- USS "Impulse" (PG-68)

### In
- USS "Inaugural" (AM-242)
- USS "Inca" (, SP-1212, , )
- USS "Incessant" (AM-248)
- USS "Inch" (DE-146)
- USS "Inchon" (LPH-12/MCS-12)
- USS "Incredible" (AM-249)
- USS "Independence" (1775, 1777, 1814, SP-3676, CVL-22, CV-62)
- USS "India" ()
- USS "Indian" ()
- USS "Indian Island" (AKS-25, AG-77)
- USS "Indiana" (BB-1, 1898, BB-50, BB-58)
- USS "Indianapolis" (CA-35, SSN-697)
- USS "Indianola" ()
- USS "Indicative" (AM-250)
- USS "Indien" ()
- USS "Indomitable" (AGOS-7)
- USS "Indra" (ARL-36)
- USS "Indus" (AKN-1)
- USS "Industry" (AMc-86)
- USS "Inflict" (AM-251, AM-456/MSO-456)
- USS "Ingersoll" (DD-652, DD-990)
- USS "Inglis" ()
- USS "Ingraham" (DD-111/DM-9, DD-444, DD-694, FFG-61)
- USS "Inman" ()
- USS "Ino" ()
- USS "Instill" (AM-252)
- USS "Insurgent" (1799)
- USS "Integrity" (AGOS-24)
- USS "Intelligent Whale" (1869)
- USS "Intensity" (PG-93)
- USS "Interceptor" (AGR-8)
- USS "Interdictor" (AGR-13)
- USS "Interpreter" (AGR-14)
- USS "Interrupter" (AGR-15)
- USS "Intrepid" (1798, 1874, 1904, CV-11)
- USS "Intrigue" (AM-253)
- USS "Invade" (AM-254)
- USS "Inver" ()
- USS "Investigator" (AGR-9)
- USS "Invincible" (SP-3671, AGM-24, AGOS-10)

### Io
- USS "Iolanda" (AKS-14)
- USS "Iolite" (PYc-24, PYc-41)
- USS "Iona" (, )
- USS "Ionie" ()
- USS "Ionita" ()
- USS "Iosco" ()
- USS "Iowa" (1864, BB-4, BB-53, BB-61)
- USS "Iowan" (SP-3002)
- USS "Ipswich" ()
- USS "Ira Jeffery" (APD-44)
- USS "Iredell" (APA-242)
- USS "Iredell County" (LST-839)
- USS "Irene Forsyte" (IX-93)
- USS "Irex" (SS-482)
- USS "Iris" (1847, 1863, 1869, 1885, 1897)
- USS "Iro" ()
- USS "Iron Age" ()
- USS "Iron County" (LST-840)
- USS "Ironsides Jr." ()
- USS "Ironwood" ()
- USS "Iroquois" (, )
- USS "Irwin" (DD-794(inne języki))

### Is
- USS "Isaac N. Seymour" (1860)
- USS "Isaac Smith" (1851)
- USS "Isabel" (SP-521/PY-10(inne języki))
- USS "Isabela" (1911, SP-1035)
- USS "Isanti" (1918, SP-3423)
- USS "Isherwood" (DD-284, DD-520)
- USS "Isilda" (1861)
- USS "Isis" (1902)
- USS "Isla de Cuba" (1886)
- USS "Isla de Luzon" (1887)
- USS "Island Belle" (1861)
- USS "Isle of Surry" (SP-1860)
- USS "Isle Royale" (AD-29)
- USS "Isonomia" (1864)
- USS "Israel" (DD-98)
- USS "Itara" (YTB-391)
- USS "Itasca" (1861, SP-810)
- USS "Itasca II" (SP-803)
- USS "Itty E." (SP-952)
- USS "Iuka" (1864, AT-37, ATR-45)
- USS "Ivy" (1862, 1891, 1917)
- USS "Iwana" (YT-2, YT-272)
- USS "Iwo Jima" (CV-46, LPH-2, LHD-7)
- USS "Izard" (DD-589)